# 야성 정씨
야성 정씨(野城鄭氏)는 경상북도 영덕군을 본관으로 하는 한국의 성씨이다. 시조 정가후(鄭可侯)는 고려에서 대사도(大司徒)를 맡으며 일본을 정벌할 때 공을 세워 야성군에 봉해졌다.

## 참고 자료
- “야성정씨(野城鄭氏)”. 뿌리를 찾아서.[깨진 링크(과거 내용 찾기)]